# جایی که باد می‌میرد
جایی که باد می‌میرد (اسپانیایی: Allá donde muere el viento‎) یک فیلم درام آرژانتینی به کارگردانی فرناندو سیرو است که در سال ۱۹۷۶ منتشر شد. از بازیگران این فیلم می‌توان از جان راسل، تیپی هدرن و مالا پاورز نام برد.